# ديفيد دراموند
ديفيد دراموند (بالإنجليزية: David Drummond)‏ هو سياسي أسترالي، ولد في 11 فبراير 1890 في أستراليا، وتوفي في 13 يونيو 1965 في آرمدال في أستراليا. حزبياً، نشط في الحزب الوطني الأسترالي. وقد انتخب عضو الجمعية التشريعية نيو ساوث ويلز عن دائرة Electoral district of Armidale ‏ (8 أكتوبر 1927 – 28 أكتوبر 1949) وانتخب عضو الجمعية التشريعية نيو ساوث ويلز عن دائرة Electoral district of Northern Tablelands ‏ (20 مارس 1920 – 7 سبتمبر 1927) وانتخب عضو مجلس النواب الأسترالي عن دائرة نيو إنجلند ‏ (10 ديسمبر 1949 – 1 نوفمبر 1963).